# 루이스 크리스탈도
루이스 엑토르 크리스탈도 루이스 디아스(스페인어: Luis Héctor Cristaldo Ruiz Díaz, 1969년 8월 31일 ~ )는 아르헨티나 출신 볼리비아의 전 축구 선수이다. 현역 시절 포지션은 수비수였다. 1989년 9월 10일 우루과이를 상대로 국가대표에 데뷔한 후 그는 2005년까지 볼리비아 국가대표로서 93경기에 출전하였다.

## 클럽 경력
아르헨티나에서 태어나 15살 때 볼리비아의 산타크루스데라시에라로 이주하였다. 이후 타히치 아카데미에서 축구를 시작하였고, 18살에 1부 리그에서 데뷔전을 치렀다. 그는 1990년부터 1998년까지 국내에서 활약하면서 네 개의 우승을 거머쥐었다.
1998년 이후 그는 스페인 프리메라리가 클럽인 스포르팅 히혼과 세로 포르티뇨와 클럽 솔 데 아메리카에서 활약하였다. 2001년에 크리스탈도는 볼리비아로 돌아와 더 스트롱기스트에서 6년 간 선수 생활을 하였고, 107경기에 출장하였다. 2007년 오리엔테 페트롤레로로 다시 복귀한 후 그 곳에서 은퇴하였다.

## 수상

### 클럽
- 오리엔테 페트롤레로
  - 리가 데 풋볼 프로페셔널 볼리비아노 : 1990
- 클럽 볼리바르
  - 리가 데 풋볼 프로페셔널 볼리비아노 : 1994, 1996, 1997
- 더 스트롱기스트
  - 리가 데 풋볼 프로페셔널 볼리비아노 : 2003 A, 2003 C, 2004